# 糸引村
糸引村（いとひきむら）は、かつて兵庫県に存在していた村である。1954年に姫路市などと合併し消滅した。
現在の糸引小学校区にほぼ相当する、姫路市南東部に位置していた。

## 概要
現在の姫路市東山、継、奥山、北原、兼田に相当する。

## 沿革
- 1889年（明治22年）4月1日 町村制施行に伴い飾東郡糸引村発足。
- 1896年（明治29年）4月1日 飾東郡、飾西郡が合併し飾磨郡に。
- 1954年（昭和29年）7月1日 姫路市、太市村、曽左村、八木村、余部村と合併し姫路市が発足したため消滅。

## 経済

### 産業
- 農業

『大日本篤農家名鑑』によれば、糸引村の篤農家は「松本甚五郎、中島輿惣次」などである。